# Мойсевка
Мойсевка (укр. Мойсівка) — село в Драбовском районе Черкасской области Украины. Расположено на левом берегу реки Чумгак, в 20 км от районного центра — пгт Драбов.

## История
В июле 1995 года Кабинет министров Украины утвердил решение о приватизации находившегося здесь совхоза.
Население по переписи 2001 года составляло 639 человек.
В селе расположена Петропавловская церковь 1808 года постройки.